# Arth
Arth é uma comuna da Suíça, no Cantão Schwyz, com cerca de 9.869 habitantes. Estende-se por uma área de 48,50 km², de densidade populacional de 203 hab/km². Confina com as seguintes comunas: Gersau, Küssnacht am Rigi, Lauerz, Steinerberg, Vitznau (LU), Walchwil (ZG), Weggis (LU), Zugo (Zug) (ZG).
A língua oficial nesta comuna é o Alemão.